# Neurey-en-Vaux
Neurey-en-Vaux é uma comuna francesa na região administrativa de Borgonha-Franco-Condado, no departamento de Alto Sona. Estende-se por uma área de 5,27 km². Em 2010 a comuna tinha 180 habitantes (densidade: 34,2 hab./km²).